# Algodão de Jandaíra
Algodão de Jandaíra é um município brasileiro do estado da Paraíba, emancipado no ano de 1994 desmembrando-se de seu município mãe Remígio, situado no agreste paraibano, e tendo autoridade política no ano de 1997.

## História
A cidade de Algodão de Jandadaíra foi emancipada em 29 de Abril de 1994, desmembrando-se de seu município mãe a cidade de Remígio. A cidade tem este nome por que foi construída em uma antiga plantação de algodão da fazenda Jandaíra que na época ainda pertencia ao município de Areia.
Primitivamente, as terras onde hoje se localiza o município pertenceu ao Templo da Aldeia, por onde passavam os índios das aldeias de Queimadas.
Os primeiros colonizadores foram:
(Capitanias) Duarte Coelho Pereira, (Filho), Jorge de Albuquerque Coelho, (Neto), Matias de Albuquerque, em 1713 foi João Batista de Albuquerque.
Duarte Coelho Pereira, era filho bastardo da antiga família dos Coelhos, da nobreza agrária do Entre-Douro e Minho. Sem ter um lar organizado, teria sido criado por uma tia materna que era Prioresado Mosteiro de Vila Nova de Gaia. Seu pai era Gonçalo Coelho, Escrivão da Fazenda Real e comandante da expedição portuguesa que partiu para o Brasil em 1503, na qual Duarte o acompanhou. Sua mãe era Catarina Anes Duarte, uma plebeia.
Jorge de Albuquerque Coelho foi um português, filho de Duarte Coelho Pereira, donatário da capitania de Pernambuco e de D. Brites de Albuquerque, nascido em Olinda, cidade fundada por seu pai, em 23 de Abril de 1539.Em 1554, enquanto estudava em Portugal, morre seu pai. Em 1560, regressa ao Brasil juntamente com seu irmão primogênito, Duarte Coelho de Albuquerque filho. Com o irmão, combate os indígenas e atua na exploração dos rios e das florestas. Ele próprio explorou uma grande parte do curso do rio São Francisco.
Matias de Albuquerque (Lisboa, c. 1580 — Lisboa, 9 de junho de 1647) foi um português, Neto de Duarte Coelho Pereira, donatário da capitania de Pernambuco e de D. Brites de Albuquerque, nascido em Olinda, cidade fundada por seu pai, em 23 de Abril de 1539.Em 1554, foi um administrador colonial e militar superior português na Guerra da Restauração. Foi Governador da Capitania de Pernambuco, governador-geral do Brasil e o primeiro e único Conde de Alegrete. neto de Duarte Coelho Pereira, o primeiro donatário da Capitania de Pernambuco, e primo de Matias de Albuquerque filho, 15.º vice-rei da Índia.
A família de Barbosa Freire, assentaram-se às margens de uma lagoa, conhecida como Lagoa dos Remédios por volta de 1778. A fazenda Jandaíra localizava-se entre Areia e Vila de Pocinhos. Próximo à fazenda estava um local de passagem de gado e encontro de vaqueiros, chamado Algodão.
O major Joaquim dos Santos Leal, dono da fazenda Jandaíra, foi deputado pelo Partido Liberal em 1858 e 1870. Ele participou de um movimento contra o Império. Os rebeldes da Revolução Praieira, malogrados em Recife, refugiaram-se em Areia. Ali receberam o apoio do juiz municipal Maximiano Lopes Machado e do major Joaquim dos Santos Leal. O último combate ocorreu em ferereiro de 1849. Após seis horas de luta, os combatentes fugiram e o major refugiou-se na fazenda Jandaíra.
O distrito foi criado com a denominação Algodão, pela lei estadual nº 2778, de 18 de janeiro de 1962, subordinado ao município de Remígio. A lei estadual nº 5928, de 29 de abril de 1994, criou o município de Algodão de Jandaíra, desmembrado de Remígio, constituído do distrito sede. Foi instalado em 1 de janeiro de 1997.

## Geografia

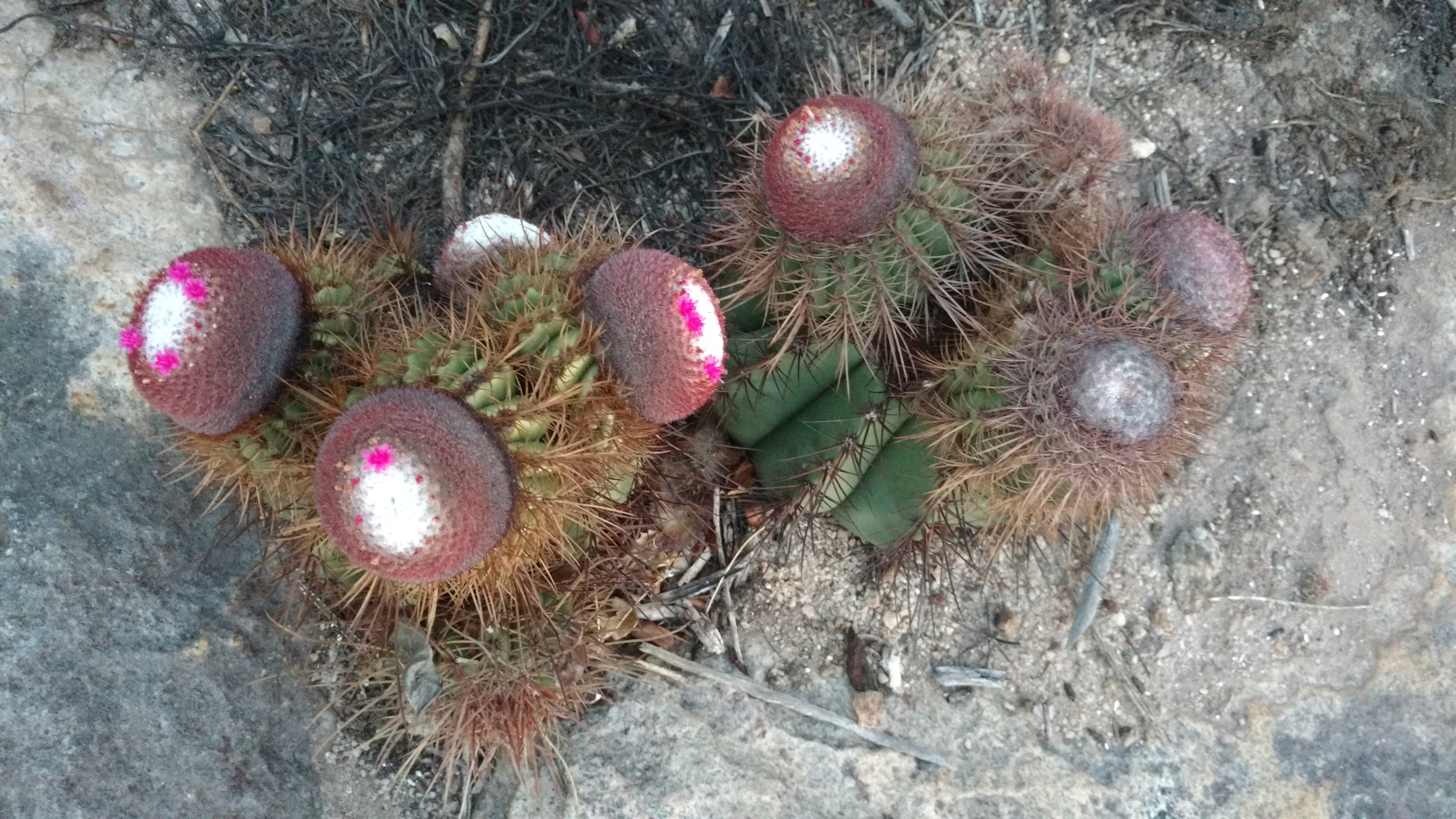
Parte da vegetação típica da região

Localizado na microrregião do Curimataú Ocidental. De acordo com o IBGE (Instituto Brasileiro de Geografia e Estatística), no ano 2008 sua população era estimada em 2 407 habitantes. Área territorial de 220 km².
O município insere-se na unidade geoambiental dos Serrotes, Inselbergues e Maciços Residuais. A vegetação nativa é a Caatinga Hipoxerófila. Algodão de Jandaíra está inserido nos domínios da bacia hidrográfica do Rio Curimataú e tem como principais tributários o Rio Curimataú e os riachos da Arara, Jandaíra, da Serra, do Cágado e dos Negros, a maioria de regime intermitente. O principal reservatório é o Açude do Algodão.
O município está incluído na área geográfica de abrangência do semiárido brasileiro, definida pelo Ministério da Integração Nacional em 2005. Esta delimitação tem como critérios o índice pluviométrico, o índice de aridez e o risco de seca. É o município menos chuvoso da Paraíba, com índice pluviométrico de apenas cerca de 350 mm/ano.
| Dados climatológicos para Algodão de Jandaíra                                                            | Dados climatológicos para Algodão de Jandaíra | Dados climatológicos para Algodão de Jandaíra | Dados climatológicos para Algodão de Jandaíra | Dados climatológicos para Algodão de Jandaíra | Dados climatológicos para Algodão de Jandaíra | Dados climatológicos para Algodão de Jandaíra | Dados climatológicos para Algodão de Jandaíra | Dados climatológicos para Algodão de Jandaíra | Dados climatológicos para Algodão de Jandaíra | Dados climatológicos para Algodão de Jandaíra | Dados climatológicos para Algodão de Jandaíra | Dados climatológicos para Algodão de Jandaíra | Dados climatológicos para Algodão de Jandaíra |
| Mês | Jan                                           | Fev                                           | Mar                                           | Abr                                           | Mai                                           | Jun                                           | Jul                                           | Ago                                           | Set                                           | Out                                           | Nov                                           | Dez                                           | Ano                                           |
| --- | --------------------------------------------- | --------------------------------------------- | --------------------------------------------- | --------------------------------------------- | --------------------------------------------- | --------------------------------------------- | --------------------------------------------- | --------------------------------------------- | --------------------------------------------- | --------------------------------------------- | --------------------------------------------- | --------------------------------------------- | --------------------------------------------- |
| Temperatura máxima recorde (°C)                                                                          | 35,1                                          | 33,5                                          | 33,2                                          | 34,8                                          | 34                                            | 31,6                                          | 30,6                                          | 32                                            | 32,6                                          | 35,2                                          | 35,3                                          | 35,7                                          | 35,7                                          |
| Temperatura mínima recorde (°C)                                                                          | 21                                            | 20,2                                          | 20,5                                          | 20,6                                          | 20,7                                          | 18,1                                          | 18,3                                          | 17                                            | 18,1                                          | 18,1                                          | 19,9                                          | 19,7                                          | 17                                            |
| Chuva (mm)                                                                                               | 25,5                                          | 41,6                                          | 57,4                                          | 72,4                                          | 43,3                                          | 37,9                                          | 39                                            | 11,7                                          | 8,3                                           | 3                                             | 4,1                                           | 8,5                                           | 352,7                                         |
| Fonte: AESA (recordes de temperatura: 01/06/2023-presente; precipitação: Atlas Pluviométrico da Paraíba) |                                               |                                               |                                               |                                               |                                               |                                               |                                               |                                               |                                               |                                               |                                               |                                               |                                               |